# Las leyendas: el origen
Las leyendas: el origen es una película de animación mexicana de comedia de terror de aventura fantástica de 2022 dirigida por Ricardo Arnaiz y producida por Ánima Estudios en asociación con Videocine Entretenimiento y TelevisaUnivision. Es la séptima entrega de la serie cinematográfica de Las Leyendas y la vigesimoquinta película de Ánima Estudios, a su vez la quinta producción del estudio hecha para un medio de consumo alternativo al cine y, específicamente, la primera producida como un lanzamiento de video bajo demanda.
Basada en personajes creados por Arnaiz, es una precuela de los filmes: La leyenda de la Nahuala (2007), La leyenda de la Llorona (2011), La leyenda de las momias de Guanajuato (2013), La leyenda del Chupacabras (2015) y de La leyenda del Charro Negro (2018); al mismo tiempo, es un spin-off de la franquicia protagonizado por un conjunto distinto de personajes. Es una historia de origen centrada en Finado y Moribunda, un pequeño dúo de calaveritas de azúcar que deben abandonar su hogar en Pueblo Calaca en busca de un bebé humano —quien se trata de Leo San Juan, cuando este adquirió sus poderes sobrenaturales—.
El reparto principal es liderado por Emiliano Ugarte y Paola Ramones, como las voces de los protagonistas —Finado y Moribunda, respectivamente—, mientras que Priscila Álvarez actúa como Moira, la antagonista principal. A ellos les siguen Liliana Barba, Bruno Bichir, Álex Casas y Daniela Ibáñez como personajes principales, en tanto Tommy Rojas, Germán Fabregat y Eduardo Ramírez Pablo interpretan roles antagónicos secundarios.
La película marca el retorno de Ricardo Arnaiz como director a la franquicia desde Nahuala, y a su vez, marca su tercera colaboración en la franquicia afuera de Animex Producciones, compañía productora de la primera entrega. Asimismo, Leoncio "Bon" Lara repite su papel como compositor de la saga. El estudio de animación Top Draw Animation de Filipinas, realizó parte de la animación al igual que en Charro Negro.
Las leyendas: el origen se estrenó mundialmente el 10 de agosto de 2022 en la plataforma de streaming Vix. Inicialmente, se tenía prevista su salida a salas de cines en 2020 a través de Videocine Distribución, pero ante múltiples retrasos ocasionados por el advenimiento de la pandemia de Covid-19, se canceló su distribución teatral.

## Sinopsis
Dos calaveritas que viven en el más allá deben regresar a un bebé que cruzó un portal desde el mundo de los vivos para aprender sobre la responsabilidad, mientras deben protegerlo de una malvada bruja que los está cazando y que quiere usar al bebé para ir al mundo de los vivos, pero no esta tan fácil como parece, por suerte contarán con la ayuda de unos amigos que les ayudarán a superar cada obstáculo y a poder entender el significado real de ser responsables, juntos se enfrentarán a toda clase de desafíos y vencerán a la malvada Moira.

## Argumento
9 años (1798) antes de los eventos de La leyenda de la nahuala, en el Mundo de los Muertos una bruja malvada llamada Moira se enfrenta una hechicera bondadosa para arrebatarle un artefacto conocido como "el Códice", el cual le permitiría abrir el Espejo Eterno, el cual es un portal que divide el mundo de los vivos con el de los muertos. Al final, Moira gana el combate, pero la guardiana le dice que el artefacto sólo puede ser usado por alguien de buen corazón, por lo que Moira decide encantarlo para así poderlo usar y aniquila a la guardiana de su existencia espiritual.
Al día siguiente, en el Pueblo Calaca, un pueblo habitado por calaveras, se celebra la construcción de un nuevo mercado, ya que cada año éste es destruido por los hermanos Finado y Moribunda, quienes siempre les causan problemas a sus habitantes y este año no será la excepción.
Finado y Moribunda se introducen en el mercado y Moribunda se pone a cantar para distraer al pueblo, mientras Finado le roba los postres a Don Glucoso, un chef que se dedica a cocinar dulces y postres para venderlos en el mercado y quien más sufre de las travesuras de los hermanos calaverita, pero cuando los descubren empiezan a perseguirlos y en la huida nuevamente destruyen el mercado. Las calaveritas son atrapadas por el pueblo hasta que llega Aniceto, un alebrije regordete y responsable de cuidar de los hermanos para intervenir, entonces las calaveritas engañan y logran escapar junto con Aniceto y el pueblo celebra que por fin se fueron.
Mientras tanto, en el mundo de los vivos, un joven Nando se pasea por Puebla acompañado de su hermano menor, Leo, de sólo un bebé a, cuando ve un balero a la venta. Éste se interesa en comprarlo, pero al no poder entrar con Leo lo deja en una casona abandonada que es la que toma ambientación en La leyenda de la Nahuala y se va a comprar el balero engañando al vendedor para que le dé dinero de más, juega con el balero y se desmaya.
Las calaveritas se alejan del pueblo y Aniceto les ordena a regresar para reparar el daño que hicieron, pero estos desobedecen y se van a ver el Espejo Eterno, pero en ese momento aparece Moira quien activa el Códice y abre el portal, pero Leo lo cruza y absorbe el poder del espejo consiguiendo el don de ver criaturas sobrenaturales entre otros grandes poderes e impidiéndole a Moira cumplir su plan (ya que el portal se apaga con una onda expansiva), Moira ataca a Leo pese a que es un bebé, pero las calaveritas lo salvan e intentan regresarlo a su mundo, pero al no poder huyen para alejarse de Moira, ella intenta alcanzarlos, pero se debilita y se desvanece ordenándoles atrapar al bebé Leo para completar su plan.
Los secuaces de Moira acuden con Chimo, un antiguo seguidor de Moira con quien había hecho un trato, el cual consistía en ayudarla a conseguir el Códice y a cambio lo ayudaría a cruzar el portal; debido a que los protagonistas no conocen a Chimo, él tiene más posibilidad de conseguir a Leo. Las calaveritas y Aniceto emprenden un viaje para ir a las montañas a pedir ayuda a un ser conocido como el Alebrije Sabio para poder regresar a Leo y evitar que Moira complete su plan. Los secuaces de Moira acuden a Chimo pidiendo su ayuda, quien en un principio se niega, pero lo amenazan con no dejarlo cruzar el portal si no accede a ayudarlos de nuevo, por lo que éste termina aceptando.
Las calaveritas son atacadas por los secuaces de Moira y Chimo los enfrenta salvando a los protagonistas, sin saber que esto era una trampa, ellos lo convencen de unirse y este acepta si seguían sus órdenes, el plan está funcionando, al parecer, sin embargo, Finado desconfía de éste, un enjambre de luciérnagas mordelonas los ataca pero logran escapar.
En construcción...

## Reparto
- Emiliano Ugarte como Finado
- Paola Ramones como Moribunda
- Liliana Barba como Leo San Juan (bebé)
- Bruno Bichir como Aniceto
- Álex Casas como Chimo Ahuactzin
- Daniela Ibáñez como Eva
- Priscila Álvarez como Moira
- Tommy Rojas como Pascual
- Germán Fabregat como Deveriux
- Eduardo Ramírez Pablo como Chuletl
- Yerary Rodríguez como Nando San Juan
- José Luis Orozco como Alcalde
- Rubén Moya como Don Glucoso
- Eduardo España como Evaristo Hortensio
- Mayté Cordeiro como Teodora Villavicencio
- Annie Rojas como Xóchitl Ahuactzin

### Voces adicionales
- César Beltrán
- César Garduza
- Cynthia Alfonzo
- Gaby Guzmán
- Itzíhuappe Escalera
- Nayeli Hidalgo
- Oliver Díaz
- Óscar Garibay
- Pablo Sosa
- Roberto Salguero
- Verania Ortiz

## Estreno
El avance de la película se lanzó el 1 de noviembre de 2019.
La película se estrenó el 10 de agosto de 2022 por medio de la plataforma ViX.

## Incongruencias con respecto a la primera película
- Nando mete por el portón entreabierto de la casona la cesta en la que iba Leo, sin embargo, esto es un error puesto a que luego de la batalla de Fray Godofredo contra la Nahuala él y sus chamanes la habían sellado previamente para que nadie entrará o saliera. Posterior a esto el junto a sus padres entran en la casona hacia el final de la película cuando esto jamás pudo haber sucedido.
- Leo adquiere poderes por medio del portal que conecta ambos mundos, siendo que desde hace mucho ya había un contacto con el más allá siendo la prueba su abuela de niña cuando le tocó vivir en carne propia el ritual de la Nahuala.
- Moira es derrotada por Eva convirtiéndola en árbol y dejándola enfrente de la casona, pero ese árbol también es otro hueco argumental porque el único árbol que esta delante de la residencia Villavicencio estaba desde mucho antes del ataque del nahual.
- Dionisia en esta entrega se ve más delgada a con respecto a su primera aparición, siendo que pudo ser un efecto de la Gordofobia por parte de los productores.
- Teodora lleva el vestido de la primera película, pero Xóchitl sigue con su apariencia con la cual se vio desde La leyenda de las momias de Guanajuato.
- Fray Godofredo al ser el quien había vencido previamente a la Nahuala, en esta se acobarda por unos simples relámpagos.